# 2021 en basket-ball
| Années du basket-ball : 2018 - 2019 - 2020 - 2021 - 2022 - 2023 - 2024    |
| Décennies du basket-ball : 1990 - 2000 - 2010 - 2020 - 2030 - 2040 - 2050 |

Les faits marquants de l'année 2021 en basket-ball.

## Événements

### Mars
22 mars : Mort d'Elgin Baylor, ancien joueur de la NBA

### Avril
- 30 avril : l'AS Monaco bat l'UNICS Kazan et remporte l'EuroCup 2 victoires à 0, son premier trophée européen.

### Mai
- 28 mai: Ja Morant inscrit 47 points face à l’Utah Jazz, son record personnel.

- Coupe d'Europe des clubs de basket-ball en fauteuil roulant 2021

### Septembre
- Première édition de la BNXT League.

### Décembre
- Du 4 décembre au 12 décembre : Championnat d'Europe de basket-ball en fauteuil roulant (féminin et masculin) à Madrid

## Palmarès des sélections nationales

### Basket-ball à 5
| Lieu                    | Compétition                      | Médaille d'or, Coupe du Monde | Médaille d'argent, Coupe du Monde | Médaille de bronze, Coupe du Monde |
| Compétitions masculines | Compétitions masculines          | Compétitions masculines       | Compétitions masculines           | Compétitions masculines            |
| ----------------------- | -------------------------------- | ----------------------------- | --------------------------------- | ---------------------------------- |
|                         | Jeux olympiques                  | États-Unis                    | France                            | Australie                          |
|                         | Jeux paralympiques               | États-Unis                    | Japon                             | Grande-Bretagne                    |
|                         | Coupe du monde U19               | États-Unis                    | France                            | Canada                             |
|                         | Championnat d’Europe handibasket | Pays-Bas                      | Grande-Bretagne                   | Non décernée                       |
| Compétitions féminines  |                                  |                               |                                   |                                    |
|                         | Jeux olympiques                  | États-Unis                    | Japon                             | France                             |
|                         | Jeux paralympiques               | Pays-Bas                      | Chine                             | États-Unis                         |
|                         | Coupe du monde U19               | États-Unis                    | Australie                         | Hongrie                            |
| /                       | Championnat d’Europe             | Serbie                        | France                            | Belgique                           |
|                         | Championnat d’Europe handibasket | Pays-Bas                      | Grande-Bretagne                   | Espagne                            |

### Basket-ball à 3
| Lieu                    | Compétition             | Médaille d'or, Coupe du Monde | Médaille d'argent, Coupe du Monde | Médaille de bronze, Coupe du Monde |
| Compétitions masculines | Compétitions masculines | Compétitions masculines       | Compétitions masculines           | Compétitions masculines            |
| ----------------------- | ----------------------- | ----------------------------- | --------------------------------- | ---------------------------------- |
|                         | Jeux olympiques         | Lettonie                      | ROC Comité olympique de Russie    | Serbie                             |
|                         | Coupe d’Europe          | Serbie                        | Lituanie                          | Pologne                            |
| Compétitions féminines  |                         |                               |                                   |                                    |
|                         | Jeux olympiques         | États-Unis                    | ROC Comité olympique de Russie    | Chine                              |
|                         | Coupe d’Europe          | Espagne                       | Allemagne                         | France                             |

## Palmarès des clubs

### Compétitions masculines
| Pays                         | Compétition                  | Vainqueur                    | Finaliste                    | Résultat                     |
| Compétitions internationales | Compétitions internationales | Compétitions internationales | Compétitions internationales | Compétitions internationales |
| ---------------------------- | ---------------------------- | ---------------------------- | ---------------------------- | ---------------------------- |
|                              | Euroligue (C1)               | Anadolu Efes Istanbul        | FC Barcelone                 | 86–81                        |
|                              | EuroCoupe (C2)               | AS Monaco                    | UNICS Kazan                  | [2–0]                        |
|                              | Ligue des champions (C3)     | San Pablo Burgos             | Pınar Karşıyaka İzmir        | 64–59                        |
|                              | FIBA Europe Cup (C4)         | Ironi Ness Ziona             | Arged BM Slam Stal Ostrów    | 82–74                        |

### Compétitions féminines
| Pays                         | Compétition                                    | Vainqueur                    | Finaliste                      | Résultat                     |
| Compétitions internationales | Compétitions internationales                   | Compétitions internationales | Compétitions internationales   | Compétitions internationales |
| ---------------------------- | ---------------------------------------------- | ---------------------------- | ------------------------------ | ---------------------------- |
| Europe                       | Euroligue (C1)                                 | UMMC Iekaterinbourg          | Perfumerías Avenida Salamanque | 78–68                        |
| Europe                       | Eurocoupe (C2)                                 | Valence Basket               | Reyer Venise-Mestre            | 82–81                        |
|                              | Ligue adriatique                               |                              |                                |                              |
| Compétitions nationales      |                                                |                              |                                |                              |
|                              | Women's National Basketball Association (WNBA) | Sky de Chicago               | Mercury de Phoenix             | [3–1]                        |
|                              | NCAA                                           | Cardinal de Stanford         | Wildcats de l'Arizona          | 54–53                        |
|                              | Women's National Basketball League             | Southville Flyers            | Townsville Fire                | 99–82                        |
|                              | Championnat de Belgique                        | Basket Namur-Capitale        | Royal Castors Braine           | 20–0                         |
|                              | Championnat de Chypre                          | Anórthosis Famagouste        | AEL Limassol                   | [3–1]                        |
|                              | Championnat de Croatie                         | PGM Ragusa Dubrovnik         | ŽKK Medveščak Zagreb           | [3–0]                        |
|                              | Liga Femenina de Baloncesto                    | CB Avenida Salamanque        | Valence Basket                 | [2–1]                        |
|                              | Ligue féminine de basket                       | Basket Landes                | Lattes-Montpellier BLMA        | 72–64                        |
|                              | Championnat de Grèce                           | Panathinaïkós Athènes        | Olympiakós Le Pirée            | [2–1]                        |
|                              | Championnat de Hongrie                         | Sopron Basket                | KSC Szekszárd                  | [3–1]                        |
|                              | LegA Basket Femminile                          | Reyer Venise-Mestre          | Famila Schio                   | [3–2]                        |
|                              | LSBL Championships                             | TTT Riga                     | SBK Liepāja LSSS               | 85–58                        |
|                              | LMKL                                           | Kibirkštis Vilnius           | Klaipėdos Neptūnas             | [3–1]                        |
|                              | Montenegro League                              | KK Budućnost Podgorica       | ZKK Podgorica                  | [2–0]                        |
|                              | Championnat de République tchèque              | USK Prague                   | TJ Sokol Hradec Králové        | [3–0]                        |
|                              | WBBL                                           | Lions de Londres             | Newcastle Eagles               | 93–71                        |
|                              | Basket Liga Kobiet                             | Arka Gdynia                  | CCC Polkowice                  | [3–2]                        |
|                              | Superligue                                     | UMMC Iekaterinbourg          | Dynamo Koursk                  | [3–0]                        |
|                              | A League                                       | Étoile rouge de Belgrade     | Art Basket Belgrade            | [2–1]                        |
|                              | TBBL                                           | Fenerbahçe İstanbul          | Galatasaray İstanbul           | [3–0]                        |
|                              | Superligue                                     | BC Prometeï Kamianske        | Kiev Basket                    | [3–0]                        |

### Compétitions handibasket
| Pays                         | Compétition                  | Vainqueur                    | Finaliste                    | Résultat                     |
| Compétitions internationales | Compétitions internationales | Compétitions internationales | Compétitions internationales | Compétitions internationales |
| ---------------------------- | ---------------------------- | ---------------------------- | ---------------------------- | ---------------------------- |
|                              | EuroCup (C1)                 | RSV Lahn-Dill                | RSB Thüringia Bulls          | 71–67                        |
| Compétitions nationales      |                              |                              |                              |                              |
|                              | RBBL 1                       | RSB Thüringia Bulls          | RSV Lahn-Dill                | [2–0]                        |
|                              | Serie A                      | Unipol Briantea84 Cantù      | ASD Santo Stefano Avis       | [2–1]                        |

## Décès
| - 7 janvier : décès à 57 ans de Grant Gondrezick, basketteur gréco-américain - 10 janvier : décès à 64 ans de Wayne Radford, basketteur américain - 22 janvier : décès à 79 ans de Gianfranco Lombardi, basketteur puis entraîneur italien - 23 janvier : décès à 73 ans de Harthorne Wingo, basketteur américain - 28 janvier : décès à 83 ans de Rafael Heredia, basketteur mexicain |  | - 13 février : décès à 78 ans de Bolesław Kwiatkowski, basketteur polonais |  | - 1 mars : décès à 89 ans de Vladimír Heger, entraîneur de basket-ball tchécoslovaque puis tchèque - 1 mars : décès à 60 ans de Milenko Savović, basketteur yougoslave puis bosnien - 1 mars : décès à 86 ans de Michail Studenezki, basketteur soviétique puis russe - 2 mars : décès à 89 ans de Jaroslav Tetiva, basketteur tchécoslovaque puis tchèque - 25 mars : décès à 89 ans de Stan Albeck, basketteur puis entraîneur américain |  | - 6 avril : décès à 91 ans de Chuck Darling, basketteur américain - 11 avril : décès à 66 ans de Miguel López Abril, basketteur espagnol - 13 avril : décès à 88 ans de Bob Leonard, basketteur américain - 13 avril : décès à 52 ans de Ruth Roberta de Souza, basketteuse brésilienne - 20 avril : décès à 88 ans de George Dancis, basketteur soviétique puis australien - 22 avril : décès à 19 ans de Terrence Clarke, basketteur américain |  | - 10 mai : décès à 80 ans de Miguel Arellano, basketteur mexicain - 20 mai : décès à 86 ans de Moussa Narou N'Diaye, basketteur sénégalais - 28 mai : décès à 64 ans de Mark Eaton, basketteur américain |  | - 2 juin : décès à 51 ans de Eric Mobley, basketteur américain - 4 juin : décès à 81 ans de Vadim Kapranov, basketteur et ensuite entraîneur soviétique puis russe - 5 juin : décès à 45 ans de Galen Young, basketteur et ensuite entraîneur américain |

| Juillet Cette section est vide, insuffisamment détaillée ou incomplète. Votre aide est la bienvenue ! Comment faire ? |  | - 26 août : décès à 93 ans de Rafael Hechanova, basketteur philippin |  | - 9 septembre : décès à 78 ans de Gene Littles, basketteur puis entraîneur américain - 13 septembre : décès à 69 ans de Andrei Makeyev, basketteur soviétique puis russe - 15 septembre : décès à 51 ans de Žana Lelas, basketteuse yougoslave puis croate - 16 septembre : décès à 77 ans de Dušan Ivković, entraîneur de basket-ball yougoslave puis serbe - 27 septembre : décès à 64 ans de Boban Petrović, basketteur yougoslave puis serbe |  | - 5 octobre : décès à 86 ans de Jerry Shipp, basketteur américain - 12 octobre : décès à 77 ans de Dragutin Čermak, basketteur yougoslave puis serbe - 27 octobre : décès à 84 ans de Bob Ferry, basketteur puis entraîneur américain - 30 octobre : décès à 84 ans de Viacheslav Khrynin, basketteur soviétique puis russe - 31 octobre : décès à 77 ans de Włodzimierz Trams, basketteur polonais |  | - 8 novembre : décès à 59 ans de Medina Dixon, basketteuse américaine - 19 novembre : décès à 82 ans de Don Kojis, basketteur américain - 25 novembre : décès à 80 ans de Risto Kala, basketteur finlandais - Non précisé : décès à 78 ans de Bernard Magnin, basketteur français |  | - 5 décembre : décès à 32 ans de Stevan Jelovac, basketteur serbe - 14 décembre : décès à 82 ans d’André Souvré, basketteur français - 30 décembre : décès à 88 ans de Sam Jones, basketteur américain |